# 斜交ベクトル空間
数学において、斜交ベクトル空間（しゃこうべくとるくうかん、英: symplectic vector space）（シンプレクティックベクトル空間ともいう）とは、斜交形式（しゃこうけいしき、英: symplectic form シンプレクティック形式とも）と呼ばれる非退化反対称双線型形式 ω を備えたベクトル空間 V のことである。
斜交形式の定義を明示的に書くと、以下を満たす双線形形式 ω : V × V → R である。
- 反対称性： ∀u, v ∈ V ; ω(u, v) = −ω(v, u)
- 非退化性： {∀v ∈ V ; ω(u, v) = 0} ⇒ u = 0

V が有限次元の場合は、その次元は偶数でなければならない。というのも、奇数次の反対称行列は行列式が零となり、すなわち非退化条件を満たさないからである。
基底を固定して考えると、ω は行列で表現することができる。上記の 2 条件は、この行列が反対称かつ非特異でなければならないことを言っている。これは、斜交行列であることとは同一でない。斜交行列はこれと異なる概念である。非退化反対称双線形形式は、例えばユークリッド空間の内積の様な非退化「対称」双線形形式とはかなり異なった振る舞いをする。ユークリッド内積 g は任意の非零ベクトル v に対し g(v, v) > 0 を満たす一方、斜交形式 ω はその反対称性より ω(v, v) = 0 を満たす。

## 標準斜交空間
標準斜交空間は、以下の斜交行列により与えられる斜交形式を有する R2n である。
{\displaystyle \omega ={\begin{bmatrix}0&I_{n}\\-I_{n}&0\end{bmatrix}}}
ここで、In は n × n 次単位行列である。
したがって、標準基底
{\displaystyle (x_{1},\ldots ,x_{n},y_{1},\ldots ,y_{n})}
に対し、
{\displaystyle \omega (x_{i},y_{j})=-\omega (y_{j},x_{i})=\delta _{ij}\,}

{\displaystyle \omega (x_{i},x_{j})=\omega (y_{i},y_{j})=0\,}.
が成り立つ。
グラム・シュミットの正規直交化法を修正することにより、任意の有限次元斜交空間はこの様な基底を有することがわかる。これをダルブー基底という。
標準斜交形式を解釈するもう一つの方法がある。上記で使用したモデル空間 R2n は、誤解の元となる様な多くの標準的構造を有するので、その代わり、一般化したベクトル空間を使うこととする。V を n 次元の実ベクトル空間、V* をその双対ベクトル空間とする。ここで、以下の形式を持つこれら空間の直和 W := V ⊕ V∗ を考える。
{\displaystyle \omega (x\oplus \eta ,y\oplus \xi )=\xi (x)-\eta (y)}
そして、V の任意の基底 {\displaystyle (v_{1},\ldots ,v_{n})} を取り、その双対基底
{\displaystyle (v_{1}^{*},\ldots ,v_{n}^{*})}. 
を考える。xi = (vi, 0)および yi = (0, vi*) と書くと、これら基底ベクトルが W 内にあると解することができる。これらを一まとめにして考えると、W の完全な基底
{\displaystyle (x_{1},\ldots ,x_{n},y_{1},\ldots ,y_{n})}
が得られる。
ここで定義した形式 ω は、本節冒頭の形式と同一の特徴を有することを示すことができる。

## 体積形式
ω を n 次元実ベクトル空間 V の形式 ω∈ Λ2(V) だとする。すると、ω は n が偶数のときに限り非退化であり、ωn/2 = ω ∧ … ∧ ω は体積要素である。e1,… ,en を n 次元ベクトル空間 V の標準基底とするとき、V の体積形式とは、これらの積により一意に定まる n 形式 e1* ∧ … ∧ en* である。
前節で定義した標準基底を使うと、
{\displaystyle \omega ^{n}=(-1)^{n/2}x_{1}^{*}\wedge \ldots \wedge x_{n}^{*}\wedge y_{1}^{*}\wedge \ldots \wedge y_{n}^{*}}
である。順番を変え、
{\displaystyle \omega ^{n}=x_{1}^{*}\wedge y_{1}^{*}\wedge \ldots \wedge x_{n}^{*}\wedge y_{n}^{*}}.
と書くことができる。筆者により、様々に ωn または (−1)n/2ωn を標準体積形式として定義している。場合により、交代積の定義に因子 n! を含むか否かにより、因子 n! をかける場合もある。体積形式は、斜交ベクトル空間 (V, ω) の向きを定義する。

## 斜交写像
(V, ω) と (W, ρ) を斜交空間とする。このとき、線形写像 f : V → W は、引き戻し f* が斜交形式を保存する、つまり f*ρ = ω であるとき、斜交写像であるという。引き戻し形式は、
{\displaystyle f^{*}\rho (u,v)=\rho (f(u),f(v))}
で定義されるから、f が斜交写像であることは、
∀u, v ∈ V; ρ(f(u), f(v)) = ω(u, v)
と同値である。特に、斜交写像は体積を保存し、向きを保存し、また同型である。

## 斜交群
V = W のとき、斜交写像を V の線形斜交変換という。この場合、
{\displaystyle \omega (f(u),f(v))=\omega (u,v)}
であり、線形変換 f は斜交形式を保存する。斜交変換全ての集合は群をなし、特にリー群になり、斜交群と呼ばれ、Sp(V) あるいは Sp(V, ω) と記す。行列の形式によると、斜交変換は斜交行列により与えられる。

## 部分空間
W を V の部分空間とする。W の斜交補空間を、
{\displaystyle W^{\perp }=\{v\in V\mid \forall w\in W:\omega (v,w)=0\}}
と定義する。斜交補空間は、
{\displaystyle (W^{\perp })^{\perp }=W}
および
{\displaystyle \dim W+\dim W^{\perp }=\dim V}
をみたす。しかし、直交補空間と異なり、W⊥ ∩ W が {0} になる必要はない。以下で、4 つに分類する。
- W⊥ ∩ W = {0} のとき、W は斜交的（英: symplectic）であるという。これは、ω の Wへの制限が非退化形式であるとき、かつそのときに限り成り立つ。この制限された形式を有する斜交部分空間は、それ自体が斜交ベクトル空間となる。
- W ⊆ W⊥ のとき、W は等方的（英: isotropic）であるという。これは、ω の W への制限が 0 あるとき、かつそのときに限り成り立つ。任意の一次元部分空間は、等方的である。
- W⊥ ⊆ W のとき、W は余等方的（英: coisotropic）であるという。これは、ω が商空間 W / W⊥ の非退化形式に移るとき、かつそのときに限り成り立つ。同様に、W⊥ が等方的、かつそのときに限り、W は余等方的である。余次元が 1 の任意の部分空間は、余等方的である。
- W = W⊥ のとき、W はラグランジュ的（英: Lagrangian）であるという。部分空間は、等方的かつ余等法的であるとき、かつそのときに限り成りラグランジュ的である。有限次元ベクトル空間において、ラグランジュ的部分空間は、V の次元の半分の次元を持つ等方部分空間である。任意の等方部分空間は、ラグランジュ的部分空間に拡張できる。

上記の標準的ベクトル空間 R2n に照らすと、
- {x1, y1} の張る部分空間は、斜交的である。
- {x1, y2} の張る部分空間は、等法的である。
- {x1, x2, ... xn, y1} の張る部分空間は、余等法的である。
- {x1, x2, ... xn}  の張る部分空間は、ラグランジュ的である。